# کارناگو
کارناگو (به ایتالیایی: Carnago) یک کومونه در ایتالیا است که در استان وارزه واقع شده‌است.

## خصوصیات
کارناگو ۶٫۲ کیلومترمربع مساحت و ۵٬۸۳۱ نفر جمعیت دارد و ۳۵۶ متر بالاتر از سطح دریا واقع شده‌است.